# Chalfont St Giles
Chalfont St Giles är en ort och civil parish i Storbritannien.   Den ligger i kommunen Buckinghamshire och riksdelen England, i den södra delen av landet, 30 km väster om huvudstaden London. Chalfont St Giles ligger 75 meter över havet och antalet invånare är 6 696.
Terrängen runt Chalfont St Giles är platt. Runt Chalfont St Giles är det tätbefolkat, med 442 invånare per kvadratkilometer. Närmaste större samhälle är Slough, 13,7 km söder om Chalfont St Giles. I omgivningarna runt Chalfont St Giles växer i huvudsak blandskog.